# Fleur de ruisseau
Pour plus de détails, voir Fiche technique et Distribution.
Fleur de ruisseau (Outcast ou The Outcast) est un film dramatique américain perdu réalisé par Dell Henderson en 1917, mettant en vedette Ann Murdock. Il est basé sur la pièce Outcast d'Hubert Henry Davies. Il a été produit par l'Empire All-Star Corp., une unité de production de Charles Frohman qui avait produit la pièce avec Elsie Ferguson. Ferguson reprendra le rôle dans un film Paramount de 1922.

## Synopsis
Comme décrit dans un magazine de cinéma, Valentine (Calvert), fiancée à Geoffrey (Powell), rompt son engagement afin qu'elle puisse épouser Lord Moreland (Carrington) afin qu'elle puisse avoir tout ce qu'elle désire. Découragé, Geoffrey s'associe à Miriam Gibson (Murdock), une femme des rues connue sous le nom de paria. Miriam se dévoue à Geoffrey et fait tout ce qui est en son pouvoir pour le rendre heureux. Valentine est jalouse parce que Geoffrey est si heureux et croit qu'en entrant dans sa vie, elle rendra les choses difficiles pour lui. Geoffrey, qui l'aime toujours, lui demande de partir avec lui en Amérique du Sud, de divorcer de Lord Moreland et de l'épouser. Mais Valentine refuse d'abandonner Londres. Alors Geoffrey envoie Valentine loin et épouse Miriam, et les deux vont joyeusement partis pour leur maison d'Amérique du Sud.

## Fiche technique
- Titre original : Outcast
- Titre français : Fleur de ruisseau
- Réalisation : Dell Henderson
- Scénario : Anthony Paul Kelly
- Production : Empire All-Star Corp.
- Distributeur : Mutual Film Company
- Genre : drame
- Durée : 60 min.
- Date de sortie :
  - États-Unis : 10 septembre 1917
  - France : 14 mai 1920

## Distribution
- Ann Murdock : Miriam Gibson
- David Powell : Geoffrey Sherwood
- Catherine Calvert : Valentin
- Richard Hatteras : Hugh
- Jules Raucourt : Tony
- Herbert Ayling : M. Guest
- Reginald Carrington : Lord Moreland
- Kate Sergeantson : Mme Client
- H. Ashton Tonge : Taylor
- VL Granville : Gerald
- Maud Andrew : Bemish, la femme de chambre de Miriam
- James C. Malaidy : Charles Gibson, le père de Miriam
- Charles Hampden : Monsieur Duval
- Zolya Talma : Nelly

## Accueil
Comme de nombreux films américains de l'époque, Outcast a fait l'objet de coupures par les commissions de censure des films des villes et des États. Le Chicago Board of Censors a délivré un permis réservé aux adultes et a exigé les coupures de trois scènes de jeu et l'intertitre « J'ai été conduit dans la rue, je n'avais pas le choix ».